# National Register of Historic Places
National Register of Historic Places (NRHP) er USAs officielle register over natur- og kulturhistorisk vigtige områder, byer, byggerier og anlæg.
Registreret blev påbegyndt i 1966, da landets lov om naturhistorisk bevarelse blev vedtaget. Registeret består af mere 1 mio. ejendomme, hvor af 80.000 er registreret indivinduelt. Hvert år bliver ca. 30.000 ejendomme tilføjet registret. Ejere af ejendomme, der er på NRHP-listen har mulighed for at få tilskud til f.eks. reparationer af ejendommen.